# César Cimadevilla
César Cimadevilla Costa (Valencia, 25 de agosto de 1935) es un ingeniero y político español del Partido Socialista Obrero Español.

## Biografía
Acabó sus estudios de Ingeniero de Caminos e inició su carrera política con tan solo 19 años al ingresar en la Agrupación Socialista Universitaria. En 1974, además, entra a formar parte del Comité Federal del Partido Socialista Obrero Español.
Trabajó en una empresa de ingeniería hidráulica, aunque su actividad política se intensifica con la llegada de la Democracia. Ejerce desde 1977 como presidente de la Agrupación Norte del PSOE y secretario general de la Agrupación Socialista de Pozuelo de Alarcón. Concejal de dicho Ayuntamiento tras las elecciones municipales de 1979.
En enero de 1983 era nombrado Presidente de la Diputación Provincial de Madrid y unos meses después Joaquín Leguina lo nombraba Vicepresidente y Consejero de Obras Públicas y Transportes del Primer Gobierno de la Comunidad de Madrid. Mantuvo el cargo durante la I Legislatura Autonómica, hasta 1987.
Hasta 1991 mantuvo la condición de diputado autonómico. Seguidamente recuperó su actividad en la empresa privada, y en 1992 fue contratado por la empresa Inypsa como Director del Área de Ingeniería Civil. Además continuó colaborando como experto con el Ministerio de Obras Públicas, que entonces dirigía Josep Borrell, en el Plan Hidrológico Nacional.